# Ravanelli Ferreira dos Santos
Ravanelli Ferreira dos Santos – meglio noto come Ravanelli – (Campinas, 29 agosto 1997) è un calciatore brasiliano, centrocampista del Capivariano.

## Biografia
Il padre lo ha chiamato così in onore di Fabrizio Ravanelli, che era il suo giocatore preferito.

## Caratteristiche tecniche
È un trequartista dotato tecnicamente e con una buona visione di gioco. Molto dinamico, ha un grande senso tattico ed è abile nei passaggi; per le sue caratteristiche è stato paragonato a Wesley Sneijder.

## Carriera
Cresciuto nel Ponte Preta, il 13 giugno 2017 viene acquistato per 800.000 euro dal Terek Groznyj, con cui firma un quadriennale. Il 12 agosto 2020 passa in prestito all'Athl. Paranaense.

## Statistiche

### Presenze e reti nei club
Statistiche aggiornate al 13 agosto 2020.
| Stagione              | Squadra               | Campionato            | Campionato | Campionato | Coppe nazionali | Coppe nazionali | Coppe nazionali | Coppe continentali | Coppe continentali | Coppe continentali | Altre coppe | Altre coppe | Altre coppe | Totale | Totale |
| Stagione              | Squadra               | Comp                  | Pres       | Reti       | Comp            | Pres            | Reti            | Comp               | Pres               | Reti               | Comp        | Pres        | Reti        | Pres   | Reti   |
| --------------------- | --------------------- | --------------------- | ---------- | ---------- | --------------- | --------------- | --------------- | ------------------ | ------------------ | ------------------ | ----------- | ----------- | ----------- | ------ | ------ |
| 2015                  | Ponte Preta           | A                     | 0          | 0          | CB              | 0               | 0               | CS                 | 0                  | 0                  | -           | -           | -           | 0      | 0      |
| 2016                  | Ponte Preta           | A+A1/SP               | 14+5       | 1+1        | CB              | 4               | 0               | -                  | -                  | -                  | -           | -           | -           | 23     | 2      |
| feb.-giu. 2017        | Ponte Preta           | A+A1/SP               | 3+11       | 0          | CB              | 2               | 0               | CS                 | 2                  | 0                  | -           | -           | -           | 18     | 0      |
| Totale Ponte Preta    | Totale Ponte Preta    | Totale Ponte Preta    | 33         | 2          |                 | 6               | 0               |                    | 2                  | 0                  |             | -           | -           | 41     | 2      |
| 2017-2018             | Achmat Groznyj        | PL                    | 12         | 1          | CR              | 1               | 0               | -                  | -                  | -                  | -           | -           | -           | 13     | 1      |
| 2018-2019             | Achmat Groznyj        | PL                    | 16         | 4          | CR              | 2               | 0               | -                  | -                  | -                  | -           | -           | -           | 18     | 4      |
| 2019-2020             | Achmat Groznyj        | PL                    | 5          | 0          | CR              | 1               | 0               | -                  | -                  | -                  | -           | -           | -           | 6      | 0      |
| Totale Achmat Groznyj | Totale Achmat Groznyj | Totale Achmat Groznyj | 33         | 5          |                 | 4               | 0               |                    | -                  | -                  |             | -           | -           | 37     | 5      |
| Totale carriera       | Totale carriera       | Totale carriera       | 45         | 3          |                 | 7               | 0               |                    | 2                  | 0                  |             | -           | -           | 54     | 3      |